# ドラウパディ・ムルム
ドラウパディ・ムルム（ヒンディー語: द्रौपदी मुर्मू, 英語: Droupadi Murmu, 1958年6月20日 - ）は、インドの政治家。同国第15代大統領。前ジャールカンド州知事。先住民族としては最初の大統領で、プラティバ・パティルに次いで2人目の女性大統領となりインド独立後に生まれた最初の大統領経験者でもある。

## 生い立ち
ムルムは、オリッサ州ライランプル市バイタポシ地区にあるウパルヘダ村で、サンタル人の農夫の家庭で生まれる。父と祖父はウパルヘダ村の村長でもあった。出生名はプティ・ビランチ・トゥドゥ（puti Biranchi Tudu）だったが、学校の先生からドラウパディと改名された。ラマデビ女子大学で学士号を取得。
1980年に銀行家のシャム・チャラン・ムルム（Shyam Charan Murmu）と結婚し、3人の子女に恵まれた。しかし、2009年から2015年に夫と2人の息子、母親に先立れた。

## 経歴

### 初期
1979年から1983年まで、オリッサ州自治政府灌漑部門の職員として勤務、1994年から1997年までライランプル市の学校で教師としてヒンディー語、数学、地理を教えていた。1997年にはライランプル議会の無所属評議員として選出された。のちにインド人民党へ入党。2000年にはライランプル選挙区として議会選挙に出馬し、勝利。2期まで務めた。オリッサ州商業運輸省大臣、動物資源開発省大臣を歴任。2015年には女性初のジャールカンド州知事となった。

### ジャールカンド州知事として

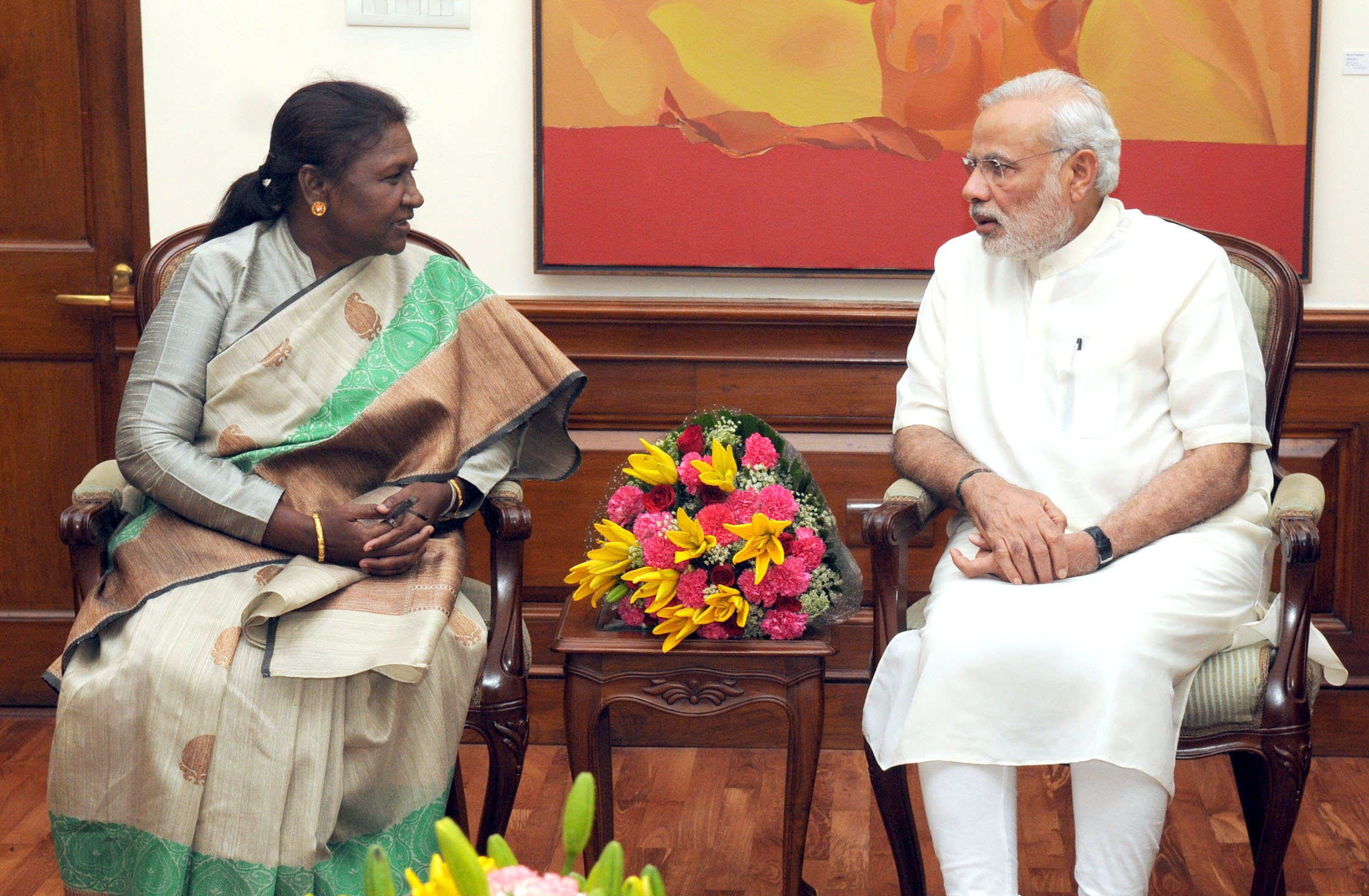
ナレンドラ・モディ首相と会談（2015年）

2016年から2017年にかけて、政府が部族土地法改正法案を提出したことを原因にパラムガディ運動という暴動が起こった。人々はムルムが同じ先住民族を支持し、法案を改正すると期待したが実現せず、ムルムはパラムガディ運動の指導者への信用をしないように訴えた。

### 大統領

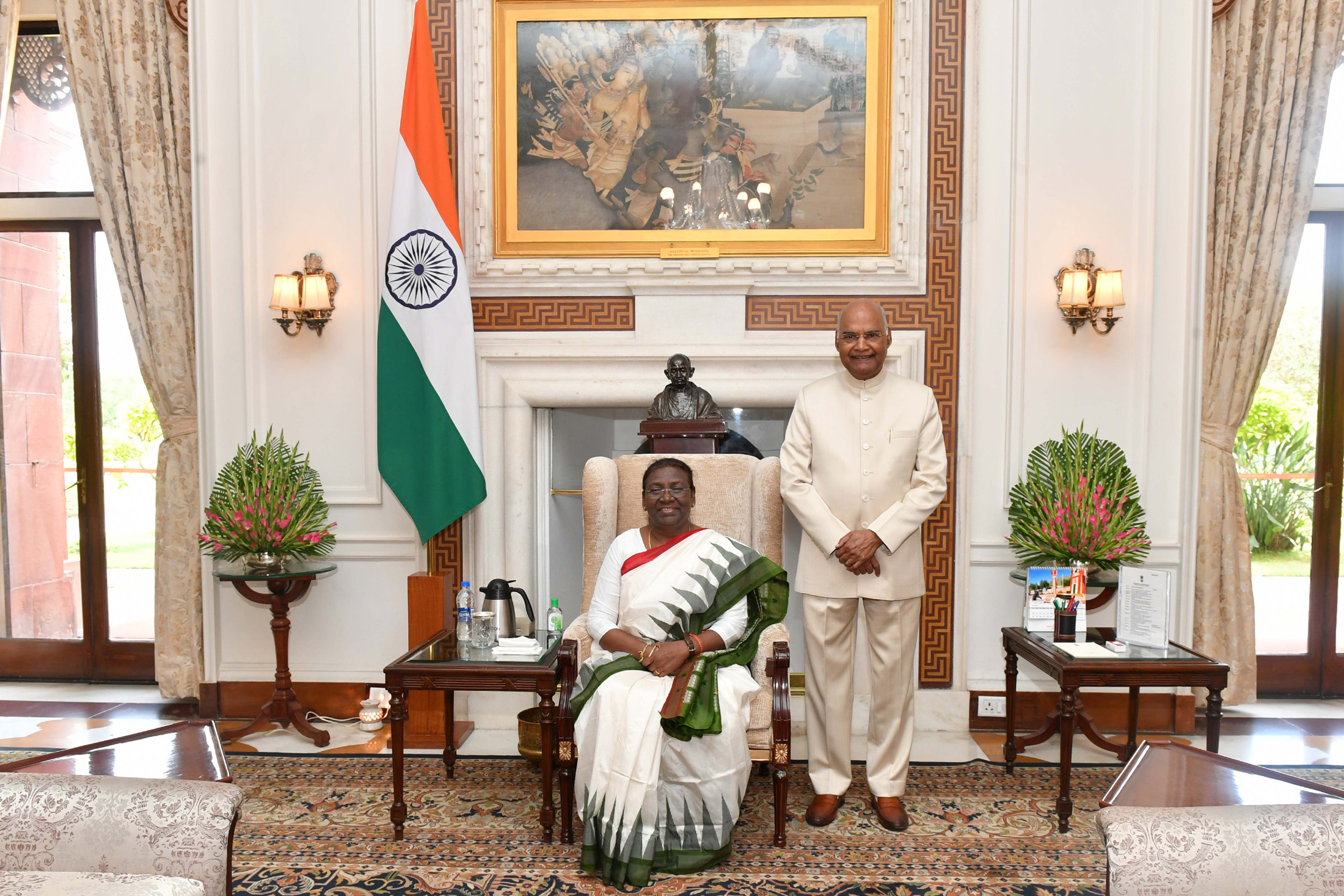
ラーム・ナート・コーヴィンド前大統領と（2022年）

2022年7月18日に大統領選挙が行われ、64%対35%で野党のヤシュワント・シンハ元外務大臣を破り、当選。就任後、初の会談先となるモザンビーク国家議員代表団と会談。